# Ернст Вестерлунд
Ернст Вестерлунд (фін. Ernst Westerlund, 18 березня 1898 — 13 жовтня 1961) — фінський яхтсмен.
Бронзовий призер Олімпійських Ігор 1952 року в класі 6 метрів, учасник 1948 року.